# Chu trình Otto
 Chu trình Otto là một chu trình nhiệt động lực học mô tả hoạt động của động cơ đốt trong điển hình. Đây là chu trình nhiệt động lực học thường gặp nhất ở động cơ ô tô.